# Giuseppe Scocozza
Giuseppe Scocozza (10. august 1907 i Berlin – 1986) forfatter; retsassessor (dommerfuldmægtig) i Nykøbing Falster.
I 1942 nævnt som egnet jurist i forbindelse med Frits Clausens juridiske gruppes lovforslag om en administrativ nyordning.
Har skrevet tre romaner.